# Ophiolebes vestitus
Ophiolebes vestitus är en ormstjärneart som beskrevs av George Richard Lyman 1878. Ophiolebes vestitus ingår i släktet Ophiolebes och familjen knotterormstjärnor. Inga underarter finns listade i Catalogue of Life.